# Freesat
Freesat – bezpłatna telewizyjno-radiowa satelitarna platforma cyfrowa w Wielkiej Brytanii.

## Historia
Wystartowała 6 maja 2008 roku. Platforma, która za korzystanie nie pobiera żadnych opłat abonamentowych. Twórcami platformy są telewizje BBC oraz ITV. Freesat powstał w celu rozpowszechnienia bezpłatnej telewizji cyfrowej na terenie całej Wielkiej Brytanii. Odpowiednikiem podobnym jest do naziemnego pakietu Freeview.

## Oferta programowa

### Free-to-air
Oferta programowa składa się z kanałów nadających w FTA. Na początku istnienia w ofercie Freesat znalazło się 80 kanałów telewizyjnych i radiowych (m.in. BBC One, BBC Two, BBC Three, BBC Four, ITV1, ITV2, ITV3, ITV4, Channel 4, E4, More4, Film4, BBC News, Al Jazeera English). Platforma zamierza w przyszłości oferować łącznie 200 stacji telewizyjnych i radiowych.

### High Definition
Na platformie w HDTV jest dostępny kanał BBC HD oraz na wyłączność ITV HD.

## Odbiór
Możliwy jest odbiór Freesat spoza Wielkiej Brytanii, wymagana jest duża antena satelitarna i dobry konwerter, ponieważ stacje znajdują się na satelicie Astra 2D.